# Gábor Korolovszky
Gábor Korolozovsky (Budapest, 11 luglio 1979) è un ex calciatore ungherese di ruolo difensore.

## Carriera

### Club
Ha giocato nella prima divisione ungherese ed in quella cipriota, vincendo una Coppa di Cipro, tre supercoppe cipriote e due coppe d'Ungheria; ha inoltre disputato due gare di Coppa UEFA e cinque di qualificazione alla UEFA Champions League.
Da Under-21 ha militato anche nel campionato spagnolo vestando la maglia di Real Madrid B e Toledo.
Ha chiuso la carriera nell'Örkény SE

### Nazionale
Vanta cinque presenze con la nazionale ungherese Under-17 e quattro con quella Under-21.
Tra il 2002 e il 2003 ha giocato sei partite con la nazionale magiara.
Ha esordito il 13 febbraio 2002 contro la Svizzera nella gara disputata nell'ambito del Torneo internazionale di Cipro. Le restanti gare disputate sono state tutte amichevoli in cui l'Ungheria non è mai riuscita a vincere.

## Statistiche

### Cronologia presenze e reti in nazionale
| Cronologia completa delle presenze e delle reti in nazionale ― Ungheria | Cronologia completa delle presenze e delle reti in nazionale ― Ungheria | Cronologia completa delle presenze e delle reti in nazionale ― Ungheria | Cronologia completa delle presenze e delle reti in nazionale ― Ungheria | Cronologia completa delle presenze e delle reti in nazionale ― Ungheria | Cronologia completa delle presenze e delle reti in nazionale ― Ungheria | Cronologia completa delle presenze e delle reti in nazionale ― Ungheria | Cronologia completa delle presenze e delle reti in nazionale ― Ungheria |
| Data                                                                    | Città                                                                   | In casa                                                                 | Risultato                                                               | Ospiti                                                                  | Competizione                                                            | Reti                                                                    | Note                                                                    |
| ----------------------------------------------------------------------- | ----------------------------------------------------------------------- | ----------------------------------------------------------------------- | ----------------------------------------------------------------------- | ----------------------------------------------------------------------- | ----------------------------------------------------------------------- | ----------------------------------------------------------------------- | ----------------------------------------------------------------------- |
| 13-2-2002                                                               | Limassol                                                                | Ungheria                                                                | 1 – 2                                                                   | Svizzera                                                                | Torneo internazionale di Cipro                                          | -                                                                       |                                                                         |
| 17-4-2002                                                               | Debrecen                                                                | Ungheria                                                                | 2 – 5                                                                   | Bielorussia                                                             | Amichevole                                                              | -                                                                       | 72’                                                                     |
| 8-5-2002                                                                | Pécs                                                                    | Ungheria                                                                | 0 – 2                                                                   | Croazia                                                                 | Amichevole                                                              | -                                                                       | 11’                                                                     |
| 21-8-2002                                                               | Budapest                                                                | Ungheria                                                                | 1 – 1                                                                   | Spagna                                                                  | Amichevole                                                              | -                                                                       | 46’                                                                     |
| 20-11-2002                                                              | Budapest                                                                | Ungheria                                                                | 1 – 1                                                                   | Moldavia                                                                | Amichevole                                                              | -                                                                       | 62’                                                                     |
| 19-11-2003                                                              | Budapest                                                                | Ungheria                                                                | 0 – 1                                                                   | Estonia                                                                 | Amichevole                                                              | -                                                                       |                                                                         |
| Totale                                                                  |                                                                         | Presenze                                                                | 6                                                                       |                                                                         | Reti                                                                    | 0                                                                       |                                                                         |

## Palmarès

### Club

#### Competizioni nazionali
- Coppa d'Ungheria: 2

MTK Budapest: 1997-1998
Újpest: 2001-2002
- Coppa di Cipro: 1

Omonia: 2004-2005
- Supercoppa di Cipro: 3

Omonia: 2003, 2005
Apollon Limassol: 2006